# 高橋利光
高橋 利光（たかはし としみつ、1965年11月26日 - ）は、東京都葛飾区亀有出身のミュージシャン、編曲家、レコーディングディレクター。血液型はA型。

## 来歴
幼少期からのピアノ演奏の学び、東京電機大学高等学校、武蔵大学在籍時のバンド活動を経て、1988年にパブリック・イメージに入社し、月光恵亮に師事。鷹羽仁（たかば・ひとし）という名義で横関敦のツアーマネージャーを筆頭に、ZIGGY、COBRA、LINDBERGのレコーディングディレクター、田村直美などの編曲を手掛ける。「鷹羽仁」の由来は本名の光の部分を外して捩ったものである。
パブリック・イメージ離脱以後の2001年には長年の友人だった小野瀬雅生らと「小野瀬雅生ショウ」を結成しミュージシャンとしての活動を開始、壷井彰久の率いるKBBにも加入。翌年の2002年にはクレイジーケンバンドに加入した。
バンド活動の傍ら、洗足学園音楽大学で准教授を務めている。

## 編曲提供
☆：月光恵亮プロデュースではない
- SMAP「退屈な日曜日（☆、横山剣、小野瀬雅生と共同）」
- 渡辺美里「おねがい太陽 〜夏のキセキ〜（☆）」

### 鷹羽仁名義
- 麻倉未有「PREASURE」「しっかりしなきゃ（佐藤宣彦と共同）」
- 女盛りゲザデレタ「Animal Blood」
- 川村結花「星になるまで（☆）」
- 小比類巻かほる「陽のあたる場所」「Oh My Friend」「Friend」「翼をください」（以上、月光恵亮と共同）、「あの日に帰ろう」「Just as…I don't wanna fall in love again」
- 佐久間学「NINETEEN BLUE」（佐藤宣彦と共同）
- 鈴木康博「五時半の電車」「もう一つの顔」「そして空が泣きました」（以上、鈴木康博・佐藤宣彦と共同）、「Always With You」「素敵なあなた』（以上、鈴木康博と共同）
- Sepa「Art of Noise』（☆、Sepaと共同）
- 世良公則「Rambling Dreamer」（月光恵亮と共同）
- 田村直美
『Excellent』（Joey Carboneと共同）、『N'』（Joey Carbone（シングル収録曲を除く）、月光恵亮と共同）、「光と影を抱きしめたまま」「BLOOD, SWEAT & GUTS」
「Careしてあげて」「Thanks a million」「WILD SENSATION/KEY OF GOLD」「All You Need Is Love」「CUT OF LOVE」「SWEET 7DAYS」「Graceful Life」「僕であるために」（以上、月光恵亮と共同）
「Us 〜空と大地の間で〜」「Touch me」「LET'S STAY TOGETHER」（以上、月光恵亮・須貝幸生と共同）
「カサブランカ・ダンディ」（原曲：沢田研二、弥吉淳二と共同）
『ツキノカガヤキ ホシノマタタキ』「LAST LOVE」
- DELTA「強い自分になろう」（DELTAと共同）
- BEREEVE「君から目を離せない」「REAL EYES」「あの日に帰りたい」（石井ヒトシと共同）
- FUDGE「PRETENDER」（☆、佐野昌樹と共同）
- 松田樹利亜「I WANT YOU」（月光恵亮と共同）、「この世界のどこかで」「ちゃっかり」「絵にかいた様なTrue Love」「MY LOVE〜そばにいたから〜」（以上、月光恵亮・神長弘一と共同）、「はりさけそうな想い」「I wish you were here」（以上、神長弘一と共同）、「雨の週末」
- 吉田匠「太陽も君もこの街も」「瞳に焼きつけるpassion red」（月光恵亮と共同）、「もう誰もこんなふうに愛せはしない」

## レコーディング参加
- 荻野目洋子『流行歌手』『NUDIST』
- 高橋克典『HEEL』
- ZNX『ZNX』
- PEARL『NO ONE SEES NO ONE HEARS NO ONE SPEAKS』